# Heros II.
Heros II. († um 169) war Bischof von Antiochien. Seine Amtszeit wird auf die Jahre 151–169 datiert und fällt damit in die Regierungszeit der Kaiser Antoninus Pius und Mark Aurel. Über Heros II. ist wenig bekannt. Sein Nachfolger wurde Theophilus.
| Vorgänger | Amt                                | Nachfolger |
| --------- | ---------------------------------- | ---------- |
| Cornelius | Bischof von Antiochien ca. 151–169 | Theophilus |

| Personendaten    | Personendaten          |
| ---------------- | ---------------------- |
| NAME             | Heros II.              |
| KURZBESCHREIBUNG | Bischof von Antiochien |
| GEBURTSDATUM     | vor 151                |
| STERBEDATUM      | um 169                 |